# María Perceval
María Cristina "Marita" Perceval (sinh ngày 10 tháng 9 năm 1956) là một chính trị gia người Argentina và là thành viên của Đảng chính trị. Bà được bổ nhiệm làm Đại diện thường trực của Argentina cho Liên hiệp quốc vào tháng 9 năm 2012.

## Tiểu sử
Perceval sinh ra ở  Mendoza, Argentina, là con của Julio Perceval, một nhạc sĩ và là người sáng lập khoa âm nhạc của Đại học Quốc gia Cuyo (UNCuyo) và Alejandrina Suárez, người phụ nữ chơi organ đầu tiên ở Argentina.Bà tốt nghiệp bằng Triết học với sự tập trung đặc biệt vào Nghiên cứu Giới, Nhận thức và Nhân quyền từ Đại học Quốc gia Cuyo (UNCuyo) vào năm 1980.
Bà bắt đầu sự nghiệp trong học viện với tư cách là một giáo sư đại học và trong quản lý công, điều phối các dự án cho chính quyền tỉnh Mendoza và  Buenos Aires cũng như Hạ viện Argentina. Perceval là giám đốc dự án nghiên cứu về nhận thức luận, nghiên cứu giới và nhân quyền tại UNCuyo từ năm 1988 đến năm 1992; là Trợ lý Giáo sư Lịch sử Khoa học, Triết học và Siêu hình học tại trường cũ của bà từ năm 1990 đến năm 2001 và là Giáo sư về Nhận thức Nâng cao tại UNCuyo từ năm 1998 đến năm 2001. Bà thành lập và là Giám đốc của Viện Quản lý Xã hội tại Đại học Aconcagua đồng thời là Chủ tịch của Viện Phụ nữ ở Mendoza từ 1993 đến 1995.